# Завет-Ленинское сельское поселение
Завет-Ленинское се́льское поселе́ние (укр. Завіто-Ленінське сільське́ посе́лення, крымскотат. Küçük Alqalı köy yurtu, Кучюк Алкъалы кой юрту) — муниципальное образование в Джанкойском районе Республики Крым России.
Административный центр — село Завет-Ленинский.

## География
Расположено в северной части Джанкойского района, в степной зоне полуострова, в присивашье.

## История
В 1958 году был образован Завет-Ленинский сельский совет.
Статус и границы Завет-Ленинского сельского поселения установлены Законом Республики Крым от 5 июня 2014 года № 15-ЗРК «Об установлении границ муниципальных образований и статусе муниципальных образований в Республике Крым».

## Население
| 2001  | 2014  | 2015  | 2016  | 2017  | 2018  | 2019  |
| ----- | ----- | ----- | ----- | ----- | ----- | ----- |
| 4580  | ↘3730 | ↗3737 | ↘3700 | ↘3645 | ↘3593 | ↘3545 |
| 2020  | 2021  |       |       |       |       |       |
| ↘3528 | ↗3585 |       |       |       |       |       |

## Состав сельского поселения
| № | Населённый пункт | Тип населённого пункта       | Население |
| - | ---------------- | ---------------------------- | --------- |
| 1 | Завет-Ленинский  | село, административный центр | ↘2222     |
| 2 | Зелёный Яр       | село                         | ↘129      |
| 3 | Мартыновка       | село                         | ↘585      |
| 4 | Мелководное      | село                         | ↘173      |
| 5 | Пушкино          | село                         | ↘420      |
| 6 | Солонцовое       | село                         | ↘201      |

## Местное самоуправление
Адрес сельсовета: 97 126, АР Крым, Джанкойский район, Завет-Ленинский, ул. Шевченко, 20